# Allothyrus
Genre
Allothyrus est un genre d'holothyrides de la famille des Allothyridae.

## Distribution
Ces acariens se rencontrent en Australie et en Nouvelle-Zélande.

## Liste des espèces
- Allothyrus australasiae (Womersley, 1935)
- Allothyrus contrictus (Domrow, 1955)

## Publication originale
- van der Hammen, 1961 : Description of Holothyrus grandjeani nov. spec., and notes on the classification of the mites. Nova Guinea (Zoology), vol. 9 p. 173-194.